# Mommy (película de 2014)
Mommy es una película dramática canadiense del 2014, dirigida, escrita, producida y editada por Xavier Dolan. Estuvo protagonizada por Anne Dorval, Antoine Olivier Pilon y Suzanne Clément. La historia trata de una madre con un hijo adolescente a veces violento, que lucha por controlar su comportamiento en un intento desesperado por evitar que lo internen en una institución, ya que existe una ley (en una Canadá ficticia) que permite a los padres entregar a sus hijos a un hospital psiquiátrico en caso de que no puedan cuidarlos.
Las relaciones madre-hijo son un tema recurrente en el trabajo de Dolan, y también marcan su cuarta colaboración con Dorval y la tercera con Clément. La inspiración para esta historia en particular se extrajo del descubrimiento de Pilon por parte de Dolan y la música estuvo a cargo por Ludovico Einaudi. Se rodó en Quebec.
La película fue seleccionada para la Palma de Oro en la sección principal de la competición en el Festival de Cannes de 2014, en donde ganó el Premio del Jurado.También, fue galardonada con nueve Canadian Screen Awards. Además, fue seleccionada para representar a Canadá en los Premios Óscar 2015 en la categoría de mejor película extranjera, un jurado de 23 miembros compuesto por los principales organismos gubernamentales y asociaciones de cine nacional se encargaron de seleccionarla, fue anunciada por Telefilm Canadá.

## Argumento
La historia se traslada al Canadá de un futuro no muy lejano donde se aprueba una nueva ley S-14, por la que los padres de hijos difíciles tienen la autorización de confiarlos en un centro psiquiátrico para menores del Estado. En este contexto, Diane o 'Die', una viuda cuarentona que vive en los suburbios de Montreal, vuelve a hacerse cargo de su hijo Steve, un adolescente con problemas de déficit de atención e hiperactividad, al ser expulsado por su comportamiento irresponsable y peligroso del centro de reeducación en el que fue ingresado tras la muerte de su padre.
Madre e hijo forman un dúo explosivo en el que el amor, la violencia, la ternura y los insultos están a la orden del día. Un dúo que pronto se convertirá en trío con la llegada de una nueva vecina, Kayla, profesora de secundaria en pleno año sabático tras un incidente que le dejó secuelas. Los tres encontrarán un extraño y precario equilibrio en forma de familia con el que consiguen algo de felicidad, hasta que una mala noticia respecto al comportamiento de Steve hará tambalear esta compleja estabilidad.

## Reparto
- Anne Dorval - Diane (Die) Després
- Antoine Olivier Pilon - Steve Després
- Suzanne Clément - Kyla
- Alexandre Goyette - Patrick
- Patrick Huard - Paul Béliveau

## Producción

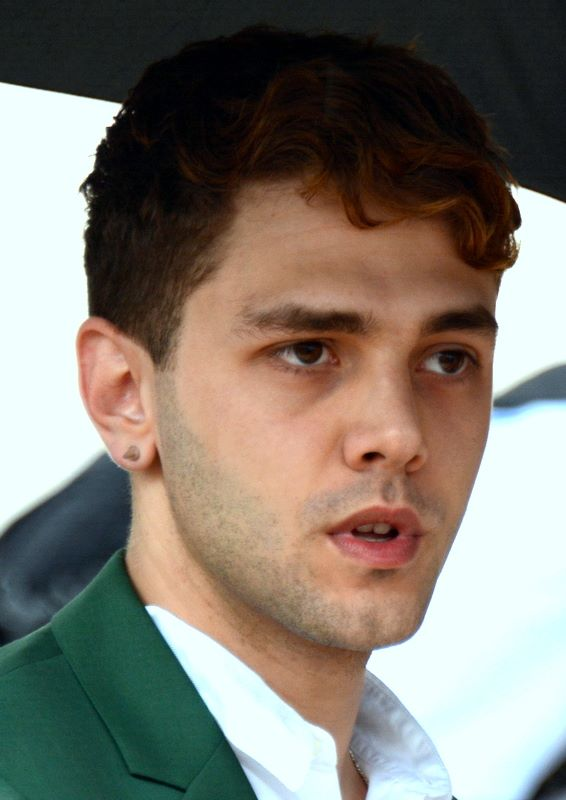
Xavier Dolan, quien se encargó se dirigir, escribir, producir y editar el filme.

### Guion
Dolan escribió el guion y eligió una relación de aspecto poco convencional para la película. Dolan escribió el guion, aunque dijo en ese momento que nunca había conocido a una persona con trastorno por déficit de atención con hiperactividad o los mismos trastornos de conducta que exhibe el personaje de Steve. Sin embargo, Dolan dijo que su propia madre es una inspiración para su escritura.
Con Dolan reconociendo que las relaciones madre-hijo siempre han sido un tema subyacente en su trabajo, la idea específica de Mommy surgió después de dirigir a Antoine Olivier Pilon en el video musical de "College Boy" de Indochine, descubriendo que era un gran actor. Inspirado en otra canción, "Experience" de Ludovico Einaudi, escribió una escena sobre una madre que fantasea con un futuro con su hijo que nunca llegará a ser, y escribió una historia a su alrededor. Dolan dijo que era importante mostrar cuantos impredecibles pueden serlas enfermedades mentales en un hogar. El concepto de la ley S-14 se inspiró en un artículo que había leído sobre una madre que usó una ley para transferir la custodia de un niño al estado, aunque en una entrevista con Le Devoir, Dolan no pudo recordar en qué país sucedió esto.

### Rodaje

Escena de la película. Se puede visualizar el formato de cámara utilizada.

Mommy fue filmada en Longueuil, Quebec. Dolan dijo que durante la filmación, los actores y el equipo a menudo reescribían sus líneas. Al elegir a las actrices Anne Dorval y Suzanne Clément, con las que Dolan había trabajado antes, les asignó papeles que, en su opinión, eran opuestos a los que cada una había interpretado previamente.
La película se filmó con una cámara de mano, en una relación de aspecto de 1:1 , aunque la mayoría de las películas modernas se filman en relaciones de aspecto de 1,85:1 o 2,35:1. Sobre la relación de aspecto inusual, Xavier Dolan dijo: "Sé que mucha gente dice: 'Oh, 1: 1, qué pretencioso'. Pero a mí me parece un formato más humilde y privado, un poco más acorde con estas vidas en las que nos estamos sumergiendo. Cinemascope [2.35:1] hubiera sido extremadamente pretencioso e incompatible para mami. Intentar entrar en ese apartamento y filmar a estas personas en esa relación de aspecto hubiera sido indecoroso". También dijo que el director de fotografía André Turpin había querido experimentar con el formato durante mucho tiempo. Dolan negó que la relación tuviera la intención de invocar el sitio web Instagram, y enfatizó que esta es la relación de aspecto original en la historia del cine.

## Banda sonora
| Pistas de la banda sonora de Mommy |                                               |                          |          |  |
| N.º                                | Título                                        | Música                   | Duración |  |
| 1.                                 | «Childhood»                                   | Craig Armstrong          | 1:50     |  |
| 2.                                 | «Building a Mystery»                          | Sarah McLachlan          | 4:07     |  |
| 3.                                 | «Colorblind»                                  | Counting Crows           | 3:25     |  |
| 4.                                 | «White Flag»                                  | Dido                     | 4:00     |  |
| 5.                                 | «On ne change pas»                            | Céline Dion              | 4:08     |  |
| 6.                                 | «Blue (Da Ba Dee)»                            | Eiffel 65                | 4:44     |  |
| 7.                                 | «Vivo per lei» (Versión italiana con Giorgia) | Andrea Bocelli y Giorgia | 4:25     |  |
| 8.                                 | «Wonderwall»                                  | Oasis                    | 4:20     |  |
| 9.                                 | «Experience»                                  | Ludovico Einaudi         | 5:15     |  |
| 10.                                | «Born to Die»                                 | Lana Del Rey             | 4:46     |  |
| 11.                                | «Counting Stars»                              | OneRepublic              | 4:17     |  |
| 12.                                | «Anything Could Happen»                       | Ellie Goulding           | 4:46     |  |
| 13.                                | «Young and Beautiful»                         | Lana Del Rey             | 3:56     |  |
| 14.                                | «Welcome to my life»                          | Simple Plan              | 3:26     |  |
| 15.                                | «Phase» (Créditos finales)                    | Beck                     | 1:07     |  |

## Fechas de estreno
- Francia: 22 de mayo de 2014 (Festival de Cannes)
- Australia: 10 de junio de 2014 (Festival de Cine de Sídney)
- República Checa: 8 de julio de 2014
- Canadá:19 de septiembre de 2014
- Francia: 8 de octubre de 2014
- México: 19 de noviembre de 2014[10]
- Países Bajos: 13 de noviembre de 2014
- Alemania: 13 de noviembre de 2014
- Argentina: 5 de diciembre de 2014
- España: 5 de diciembre de 2014
- Rumania: 23 de enero de 2014[11]

## Recepción

### Crítica
El 21 de mayo de 2014, Mommy recibió 4 estrellas en el rating de The Guardian escrito por Peter Bradshaw, quién describió la película "Es un placer transgresor y ostentoso, desde conversaciones barriobajeras hasta sexo inesperado y una sorprendente profundidad emocional. Es otro notable triunfo de Xavier Dolan". Mientras que Peter Debruge de Variety dijo "Un divertido, desgarrador y sobre todo original trabajo del enfant terrible canadiense Xavier Dolan".
En Rotten Tomatoes, la película ha recibido 100% "fresco" rating, basado en 11 críticas, con una calificación de 8.5/10. En metacritic, la película ha alcanzado un índice de audiencia de 81, basado en 9 críticas, indicando "Aclamación Universal" de acuerdo con las normas de la web. Mientras que en IMDb tiene un índice de audiencia de 8.2/10 de 15.699 usuarios.

### Reconocimientos
| Año  | Categoría                     | Resultado |
| ---- | ----------------------------- | --------- |
| 2014 | Palma de Oro - Mejor película | Nominada  |
| 2014 | Premio del Jurado             | Ganadora  |

| Año  | Categoría                 | Resultado |
| ---- | ------------------------- | --------- |
| 2015 | Mejor película francófona | Nominada  |

| Año  | Categoría               | Persona nominada      | Resultado |
| ---- | ----------------------- | --------------------- | --------- |
| 2015 | Mejor actor             | Antoine Olivier Pilon | Nominado  |
| 2015 | Mejor actriz secundaria | Suzanne Clément       | Nominada  |

| Año  | Categoría                           | Resultado |
| ---- | ----------------------------------- | --------- |
| 2015 | Mejor película en lengua extranjera | Nominada  |

| Año  | Categoría                  | Persona nominada                                                | Resultado |
| ---- | -------------------------- | --------------------------------------------------------------- | --------- |
| 2015 | Mejor película             | Mejor película                                                  | Nominada  |
| 2015 | Mejor diseño de producción | Colombe Raby                                                    | Nominado  |
| 2015 | Mejor vestuario            | Xavier Dolan                                                    | Nominado  |
| 2015 | Mejor fotografía           | André Turpin                                                    | Ganador   |
| 2015 | Mejor dirección            | Xavier Dolan                                                    | Ganador   |
| 2015 | Mejor montaje              | Xavier Dolan                                                    | Ganador   |
| 2015 | Mejor maquillaje           | Maïna Militza                                                   | Ganadora  |
| 2015 | Mejor actor                | Antoine Olivier Pilon                                           | Ganador   |
| 2015 | Mejor actriz               | Anne Dorval                                                     | Ganadora  |
| 2015 | Mejor actriz secundaria    | Suzanne Clément                                                 | Ganadora  |
| 2015 | Mejor sonido general       | Sylvain Brassard, Jocelyn Caron, François Grenon y Luc Landry   | Nominados |
| 2015 | Mejor edición de sonido    | Sylvain Brassard, Benoît Dame, Isabelle Favreau y Guy Francoeur | Nominados |
| 2015 | Mejor guion original       | Xavier Dolan                                                    | Ganador   |

| Año  | Categoría                 | Resultado |
| ---- | ------------------------- | --------- |
| 2015 | Mejor película extranjera | Ganadora  |

| Año  | Categoría                 | Resultado |
| ---- | ------------------------- | --------- |
| 2015 | Mejor película extranjera | Nominada  |

| Año  | Categoría                 | Resultado |
| ---- | ------------------------- | --------- |
| 2016 | Mejor película extranjera | Nominada  |